# Хубулурі Тенгіз Караманович
Хубулурі Тенгі́з (Темур) Карама́нович (груз. თემურ ყარამანის ძე ხუბულური; нар. 24 травня 1955, село Скра, муніципалітет Горі, Шида-Картлі) — грузинський радянський дзюдоїст, дворазовий чемпіон світу, багаторазовий переможець та призер чемпіонатів Європи та СРСР, срібний призер Олімпійських ігор.

## Спортивні результати
- Срібний призер Олімпійських ігор 1980 року в Москві. У фіналі поступився Роберту Ван де Валле з Бельгії.
- Чемпіон світу — 1979 (95 кг; Париж, Франція), 1981 (95 кг; Маастрихт, Нідерланди). В обох фіналах переміг Роберта Ван де Валле.
- Чемпіон Європи — 1976 (93 кг; Київ, Радянський Союз), 1977 (команда; Людвігсхафен, ФРН), 1979 (95 кг; Брюссель, Бельгія). Віцечемпіон Європи — 1981 (95 кг; Дебрецен, Угорщина).
- Віцечемпіон Всесвітньої Універсіади — 1974 (93 кг; Брюссель, Бельгія).
- Чемпіон VII народної Спартакіади СРСР — 1979 (абсолютний залік; Москва). Бронзовий призер VI Спартакіади СРСР — 1975 (93 кг; Кишинів).
- Чемпіон СРСР — 1979 (абсолютний залік; Москва), 1982 (95 кг; Кишинів). Віцечемпіон СРСР (95 кг; Запоріжжя).
- Бронзовий призер Чемпіонату світу (юніори) — 1974 (+93 кг; Ріо-де-Жанейро, Бразилія).
- Чемпіон Європи (юніори) — 1975 (93 кг; Турку, Фінляндія).
- Абсолютний чемпіон Грузії з грузинської боротьби — 1976.

## Визнання
- Кращий спортсмен Грузії (Спілка спортивних журналістів) — 1979.
- Заслужений майстер спорту СРСР — 1980.
- Лицар спорту (Міністерство спорту та у справах молоді) — 2015.

## Політична діяльність
- Депутат парламенту Грузії VIII скликання (2012—2016; виборчий блок «Бідзіна Іванішвілі — Грузинська мрія»).
- Депутат парламенту Грузії IX скликання (2016—2020; виборчий блок «Грузинська мрія — Демократична Грузія»).